# Marie Durocher
Marie Josefina Mathilde Durocher, född 6 januari 1809 i Paris, död 25 december 1893 i Rio de Janeiro, var en brasiliansk läkare och obstetriker. Hon var den första kvinnliga läkaren i Latinamerika. 
Durocher, som var dotter till franska immigranter, flyttade till Brasilien med sina föräldrar när hon var åtta år gammal. Hon gifte sig och fick två barn men blev tidigt änka. Durocher började studera medicin vid 24 års ålder och avlade examen från den medicinska fakulteten i Rio de Janeiro 1934. Hon var barnmorska för barnbarnen till Pedro II av Brasilien och blev 1871 den första kvinnliga medlemmen av Brasiliens medicinska nationalakademi.
Hon förlöste och opererade mer än 5 500 kvinnor och var yrkesverksam till sin död. Hon föredrog att klä sig i manskläder, som hon ansåg mer praktiska och ingöt patienterna förtroende.
År 1870 utgav hon skriften Deve ou não haver parteiras? med krav på bättre utbildning och reglering av yrkesverksamma barnmorskor och läkare.